# Rheed McCracken
Rheed McCracken (ur. 20 stycznia 1997 w Bundaberg) – australijski niepełnosprawny lekkoatleta, specjalizujący się w biegach sprinterskich (kategoria T34).
W grudniu 2011 wygrał bieg na 100 metrów podczas mistrzostw sportowców poruszających się na wózkach inwalidzkich w Dubaju. Startował na igrzyskach paraolimpijskich w Londynie, na których to zdobył dwa medale – srebrny w biegu na 100 metrów (T34) i brązowy w biegu na 200 metrów (T34).